# Just the Two of Us (Vlaanderen)
Just the Two of Us was een amusementsprogramma dat vanaf 21 oktober 2006 werd uitgezonden op de Vlaamse televisiezender VTM.

## Opzet
In dit programma namen acht bekende Vlamingen het tegen elkaar op in een zangwedstrijd van acht weken. Zij stonden er echter niet alleen voor. Ze kregen elk iemand naast zich die zijn sporen in de zangwereld al ruimschoots had verdiend en samen gingen zij het muzikale avontuur aan. Elke week viel één duo af tot er uiteindelijk twee duo's in de grote finale terechtkwamen. Uiteindelijk werden Sandrine André en Sergio bekroond met de overwinning.

## De jury
De jury van Just the Two of Us bestond uit:
- Dirk Blanchart
- Hilde Norga
- Sofie
- Zaki

## Presentatoren
- Staf Coppens
- Evi Hanssen

## Duo's
| Deelnemer         | Beroep             | Zangpartner      | Eindstand   |
| ----------------- | ------------------ | ---------------- | ----------- |
| Sandrine André    | actrice            | Sergio           | Winnaar     |
| Rani De Coninck   | presentatrice      | Günther Neefs    | 2de plaats  |
| Tess Goossens     | presentatrice      | ReBorn           | 3de plaats  |
| Rob Vanoudenhoven | presentator        | Isabelle A       | 4de plaats  |
| Kathy Pauwels     | presentatrice      | Jan Schepens     | 5de plaats  |
| Jo De Poorter     | presentator        | Chadia Cambie    | 6de plaats  |
| Nicolas Liébart   | tv-persoonlijkheid | Claudia Decaluwé | 7de plaats  |
| Guy Van Sande     | acteur             | Kyoko Baertsoen  | 8ste plaats |

## Liedjes

### Aflevering 1
- Kathy Pauwels & Jan Schepens: “It takes two” van Rod Stewart & Tina Turner
- Rob Vanoudenhoven & Isabelle A: “Kids” van Robbie Williams & Kylie Minogue
- Tess Goossens & ReBorn: “Relight my fire” van Take That & Lulu
- Nicolas Liébaert & Claudia Caluwé: “You really got me” van The Kinks
- Rani De Coninck & Günther Neefs: “My endless love” van Lionel Richie & Diana Ross
- Jo De Poorter & Chadia Cambie: “We’ve got tonight” van Ronan Keating & Lulu
- Sandrine André & Sergio: “Never tear us apart” van Natalie Imbruglia & Tom Jones
- Guy Van Sande & Kyoko Baertsoen: “One” van U2

### Aflevering 2
- Kathy Pauwels & Jan Schepens: “Fire” van The Pointer Sisters
- Rob Vanoudenhoven & Isabelle A: “Proud Mary” van Ike & Tina Turner
- Tess Goossens & ReBorn: “Ain’t no mountain high enough” van  Marvin Gaye & Tammi Terrell
- Nicolas Liébaert en Claudia Caluwé: “Soul Man” van The Blues Brothers
- Rani De Coninck & Gunther Neefs: “Things” van Bobby Darin
- Jo De Poorter & Chadia Cambie: “They can’t take that away from me” van Robbie Williams
- Sandrine André & Sergio: “Miss Grace” van The Tymes
- Guy Van Sande & Kyoko: “Sway” van Michael Bublé/Dean Martin

### Aflevering 3
- Kathy Pauwels & Jan Schepens: “These boots are made for walking” van Billy Ray Cyrus
- Rob Vanoudenhoven & Isabelle A: “Rose garden” van Lynn Anderson
- Tess Goossens & ReBorn: “You’re still the one” van Shania Twain & Elton John
- Nicolas Liébaert en Claudia Caluwé: “I can help” van Billy Swan
- Rani De Coninck & Gunther Neefs: “Goedemorgen morgen” van Nicole & Hugo
- Jo De Poorter & Chadia Cambie: “Allemaal” van Wim Soutaer
- Sandrine André & Sergio: “Never back down” van Novastar

### Aflevering 4
- Kathy Pauwels & Jan Schepens: “Weet je moeder dat?” uit de musical Mamma Mia!
- Rob Vanoudenhoven & Isabelle A: “Singin’ in the rain” van Gene Kelly
- Tess Goossens & ReBorn: “You’re the one that I want” van Olivia Newton John & John Travolta
- Rani De Coninck & Gunther Neefs: “Let’s get loud” van Jennifer Lopez
- Jo De Poorter & Chadia Cambie: “I go to Rio” van Peter Allen
- Sandrine André & Sergio: “Hips don’t lie” van Shakira ft. Wyclef Jean

### Aflevering 5
- Kathy Pauwels & Jan Schepens: “Hit The Road Jack” van Buster Poindexter
- Rob Vanoudenhoven & Isabelle A: “Demasiado corazon” van Mink Deville
- Tess Goossens & ReBorn: “More than words” van Extreme
- Rani De Coninck & Gunther Neefs: “Jambalaya” van The Carpenters
- Sandrine André & Sergio: “Elephant Love Medley” van Nicole Kidman en Ewan McGregor

Extra optreden
- Isabelle A & ReBorn: "I Wanna Be The Only One" van Eternal ft. Bebe Winans

### Aflevering 6
- Rob Vanoudenhoven & Isabelle A: “Jump” van Paul Anka
- Rob Vanoudenhoven & Isabelle A: “Where the wild roses grow” van Nick Cave & Kylie Minogue
- Tess Goossens & ReBorn: “Makin’ Whoopee” van Dr. John & Rickie Lee Jones
- Tess Goossens & ReBorn: “The way to your heart” van Soulsister
- Rani De Coninck & Gunther Neefs: “Bare necessities” van Phil Harris
- Rani De Coninck & Gunther Neefs: “Don’t go breaking my heart” van Elton John & Kiki Dee
- Sandrine André & Sergio: “Islands in the Stream” van Dolly Parton & Kenny Rogers
- Sandrine André & Sergio: “Speed of sound” van Coldplay

### Aflevering 7 (Halve Finale)
- Tess Goossens & ReBorn: “Stop it I like it” van Rick Guard
- Tess Goossens & ReBorn: “Don’t ever go” van ReBorn
- Rani De Coninck & Gunther Neefs: “Shame, shame shame” van Shirley & Company
- Rani De Coninck & Gunther Neefs: “Ik blijf bij jou” van Gunther Neefs
- Sandrine André & Sergio: “Knock on wood” van Otis Redding & Carla Thomas
- Sandrine André & Sergio: “Come on and get up” van Sergio

### Aflevering 8 (Finale)
- Rani De Coninck & Gunther Neefs: “Goedemorgen Morgen” van Nicole & Hugo
- Rani De Coninck & Gunther Neefs: “Let’s get loud” van Jennifer Lopez
- Rani De Coninck & Gunther Neefs: “Something Stupid” van Frank & Nancy Sinatra
- Sandrine André & Sergio: “Speed of sound” van Coldplay
- Sandrine André & Sergio: “Elephant love medley” van Nicole Kidman & Ewan McGregor
- Sandrine André & Sergio: “Ik leef niet meer voor jou” van Marco Borsato

Extra optreden
- De finalekoppels zongen samen in quartet: “Your song” van Elton John
- De afgevallen koppels zongen tot slot samen een swingende medley